# Nave torcia
Nave torcia (torchship o torch ship nell'originale inglese) è una definizione usata da Robert A. Heinlein in alcuni suoi romanzi e racconti di fantascienza per indicare un immaginario tipo di veicolo spaziale che, attraverso una completa conversione di massa in energia, è in grado di mantenere elevate accelerazioni per lungo tempo, raggiungendo velocità prossime a quella della luce.
L'espressione è stato poi utilizzato da altri autori per descrivere simili astronavi immaginarie.

## Nelle opere di Heinlein
Nel romanzo Pionieri dello spazio (Farmer in the Sky, 1950), Heinlein descrive una "nave a conversione di massa" che trae la sua forza motrice dalla completa conversione della massa in energia;
il narratore, che sta viaggiando verso Giove nella nave a conversione di massa "Mayflower", la descrive come segue:
(Heinlein, Pionieri dello spazio, pp. 48,49)
In seguito nel romanzo, Ortega dice:
(Heinlein, Pionieri dello spazio, p. 51)
Il progresso scientifico che permette questa efficiente conversione della massa in energia è chiamato "equazioni Kilgore", probabilmente un riferimento a Kilgore Trout.
In racconti e romanzi successivi, come Accelerazione massima (Sky Lift, 1953), Astronave alla conquista (Time for the Stars, 1956) e Stella doppia (Double Star, 1957), Heinlein si riferisce alle navi a conversione di massa come "navi torcia" ed al loro piloti come "piloti di navi torcia".
In La via delle stelle (Tunnel in the Sky, 1955), afferma "le navi torcia di Ortega potrebbero raggiungere le stelle," ma spiega la necessità di portali per spostare la popolazione in eccesso fuori dal pianeta, poiché sarebbe impossibile costruire/equipaggiare abbastanza navi per trasportare una frazione significativa del genere umano.
In La tuta spaziale (Have Space Suit—Will Travel, 1958), i protagonisti vengono rapiti da alieni ostili e portati su Plutone a bordo di una nave spaziale che accelera a più di una gravità per giorni di seguito, anche se alla nave non si fa mai esplicito riferimento come ad una "nave torcia".
La "torcia" può usare qualsiasi materia come combustibile: in Astronave alla conquista la nave si rifornisce di carburante atterrando in acqua o in un caso con ammoniaca liquida.

## Nelle opere di altri autori
L'espressione nave torcia è stata adottata da diversi altri scrittori di fantascienza, tra i quali:
- Norman Spinrad in Riding the Torch (1975)
- Dan Simmons in Canti di Hyperion (1983-1999)
- David Brin e Gregory Benford in Nel cuore della cometa (Heart of the Comet, 1986)